# Klirrfaktor (Band)
Klirrfaktor ist eine Band aus Duisburg, die von 1998 bis 2001 mit elektronischer, deutschsprachiger Synthie-Pop-Musik Erfolg hatte.

## Geschichte
1998 formierten der ausgebildete Musical-Sänger Carsten Willems (Gesang, Texte) und Mike Hauptmann (Synthesizer, Komposition) das Deutsch-Electro-Projekt Klirrfaktor. Die Songs von Klirfaktor zeichnen sich durch unverzerrten, melodie-betonten Gesang, bombastische Synthie-Flächen mit tanzbaren Beats und ironische, sowohl gesellschafts- als auch medienkritische, deutschsprachige Texte aus.
Für ihr von der Kritik vielbeachtetes Erstlingswerk Kunststoff arbeiteten Klirrfaktor mit dem erfolgreichen Indie- und Techno-Produzenten Olaf Wollschläger im Studio des ehemaligen Independent-Labels Bloodline in Neuss zusammen. Zum Cluberfolg avancierte neben ihrer Single ...Bis der Arzt kommt vor allen Dingen ihre Cover-Version des NDW-Hits Zauberstab von ZaZa, der infolgedessen von weiteren Bands erneut aufgegriffen wurde.
In den Jahren 1999 bis 2001 folgten Touren in Deutschland, Österreich und der Schweiz u. a. als Vorband von Cat Rapes Dog und Funker Vogt, sowie Auftritte auf dem Wave-Gotik-Treffen 2001, diversen anderen Festivals und eine Performance im Rahmenprogramm eines Freundschaftsspieles zwischen der Wuppertaler SV Borussia und dem VfB Stuttgart im Wuppertaler Zoo-Stadion, bei der Unheilig als Support für Klirrfaktor auftrat.

## Diskografie

### Alben
- Kunststoff – 17. Juli 2000

### Singles
- ...Bis der Arzt kommt – 20. März 2000

### Remix-Versionen
- Tanz mit dem Teufel (für Melotron 2000)